# Untersteiermark

Die Untersteiermark (Spodnja Štajerska) (4) als eine der fünf historischen Landschaften Sloweniens

Die Untersteiermark (im einstigen slowenischen Sprachgebrauch, der dem deutschen entsprach, Spodnja Štajerska, heute slovenska Štajerska oder nur Štajerska, kroatisch Donja Štajerska) ist jener Teil des ehemaligen Herzogtums Steiermark, der zwischen der unteren Mur und der oberen Save liegt. Er hat eine Fläche von 6050 km².
Als Teil des Herzogtums gehörte das Gebiet seit dem Mittelalter bis 1918 zu den Habsburgischen Erblanden.
Seit Ende Oktober 1918 gehörte es de facto, seit dem Vertrag von Saint-Germain 1919 auch de jure zum Königreich der Serben, Kroaten und Slowenen, seit 1929 zu Jugoslawien, bis 1941 als Königreich und ab 1945 als Sozialistische Föderative Republik. Seit 1991 ist es Teil des neuen Staats Slowenien. Die Untersteiermark ist nicht identisch mit der Südsteiermark, dem Südteil des heutigen österreichischen Bundeslandes Steiermark.

## Bezeichnungen
Die Bezeichnungen „Südsteiermark“ und „Untersteiermark“ sind nicht immer genau zu trennen: In den Jahren um 1920 wurde diskutiert, ob die „Untersteiermark“ als „Südsteiermark“ bezeichnet werden sollte. Einige Veröffentlichungen aus dieser Zeit meinen mit Südsteiermark die Untersteiermark. Es wurde auch zur Diskussion gestellt, als Südsteiermark (nur) den um das Zentrum Marburg/Maribor liegenden Teil der Untersteiermark zu bezeichnen. Damit waren die südöstlichen Teile des Marburger Kreises gemeint (im Unterschied zu den Gebieten um Cilli/Celje), somit im Wesentlichen das Drautal (Podravje) im heutigen Slowenien. Dieses Gebiet hätte das Bachern-Poßruck-Gebiet, die Windischen Bühel, die Südsteirische Randfurche im Süden des Bachern, das Draufeld und Pettauer Feld sowie die Kollos (Haloze, der Gebietsstreifen bei Sauritsch/Zavrč, östlich und westlich der Burg Anchenstein südlich des Draufelds) umfasst.
Als Grenze zur Mittelsteiermark wurde damals die Nordgrenze der Bezirke Marburg, Windischgraz und Luttenberg gesehen.
Der Historiker Hans Pirchegger überlegte, statt „Untersteiermark“ in einem seiner Werke den Namen „Südsteiermark“ zu verwenden, nahm aber angesichts des bereits 1557 verwendeten Begriffs „Untersteyer“ davon Abstand.
Bedeutendste Städte sind heute Maribor (Marburg an der Drau), Celje (Cilli), Velenje (Wöllan) und Ptuj (Pettau).

## Aufteilung auf die Statistischen Regionen
Mit der 2005 erfolgten Neugliederung der Republik Slowenien für EU-Zwecke (jedoch bislang ohne politisch-administrative Bedeutung) wurde ein Teil der Landschaft Štajerska, und zwar die Stadt Slovenj Gradec (Windischgrätz), sowie Radlje ob Dravi (Mahrenberg), Muta (Hohenmauthen), Mislinja (Mißling), Vuzenica (Saldenhofen), Podvelka (Podwölling) und Ribnica na Pohorju (Reifing am Bachern) der Statistikregion Koroška (Nr. 4) zugeschlagen und der verbleibende Teil auf neubenannte Statistikregionen – hauptsächlich Nr. 8: Podravska regija („Draugegend“) Nr. 10: Savinjska regija („Sann-Gegend“) und Nr. 1:  Pomurska regija („Murgebiet“)–  aufgeteilt, so dass die Bezeichnung „Štajerska“ in der Reihe der nunmehr zwölf Statistikregionen Sloweniens nicht mehr aufscheint.

## Geschichte
Die Gebiete der Untersteiermark waren während des Mittelalters im Besitz verschiedener Adelsfamilien, deren wichtigste nicht Vasallen der steirischen Herzöge, sondern reichsfrei waren. Relativ eigenständig waren die Grafschaft hinter dem Drauwald um Marburg an der Drau und die Grafschaft Cilli. Beginnend im 12. Jahrhundert erwarben die Markgrafen und Herzöge der Steiermark mehr und mehr Besitztümer im Gebiet der Untersteiermark. Mit dem Aussterben der Grafen von Cilli (1456) konnte Kaiser Friedrich III. deren bedeutenden Besitz mit dem Herzogtum Steiermark vereinigen. Der Ausbau der untersteirischen Städte und die Herausbildung eines städtischen Bürgertums erfolgte in erster Linie durch den seit dem Mittelalter ansässigen deutschsprachigen Bevölkerungsteil.
Die Auffassung darüber, welches Gebiet als „Untersteiermark“ (oder „styria inferior“) zu verstehen sei, veränderte sich spätestens im 19. Jahrhundert. Bis in die erste Hälfte des 19. Jahrhunderts wurde in der Literatur als „Untersteiermark“ das Gebiet südlich der Linie Gleinalm – Frohnleiten – Fischbacher Alpen – Alpl – Pfaffen(-sattel), somit auch die West- und Oststeiermark gesehen. Der Grazer Kreis wurde als nördlicher Teil der Untersteiermark dargestellt (siehe historische Landkarte). Nördlich davon bildeten der Brucker (und Judenburger) Kreis die Obersteiermark. Eine Mittelsteiermark wurde nicht dargestellt. Grazer, Marburger Kreis und Cillier Kreis wurden als Untersteiermark betrachtet.
Mitte des 19. Jahrhunderts erscheint der Begriff Mittel-Steiermark bereits in offiziellen amtlichen Unterlagen und die Untersteiermark ist auf Teile des Marburger Kreises und den Cillier Kreis eingeschränkt.

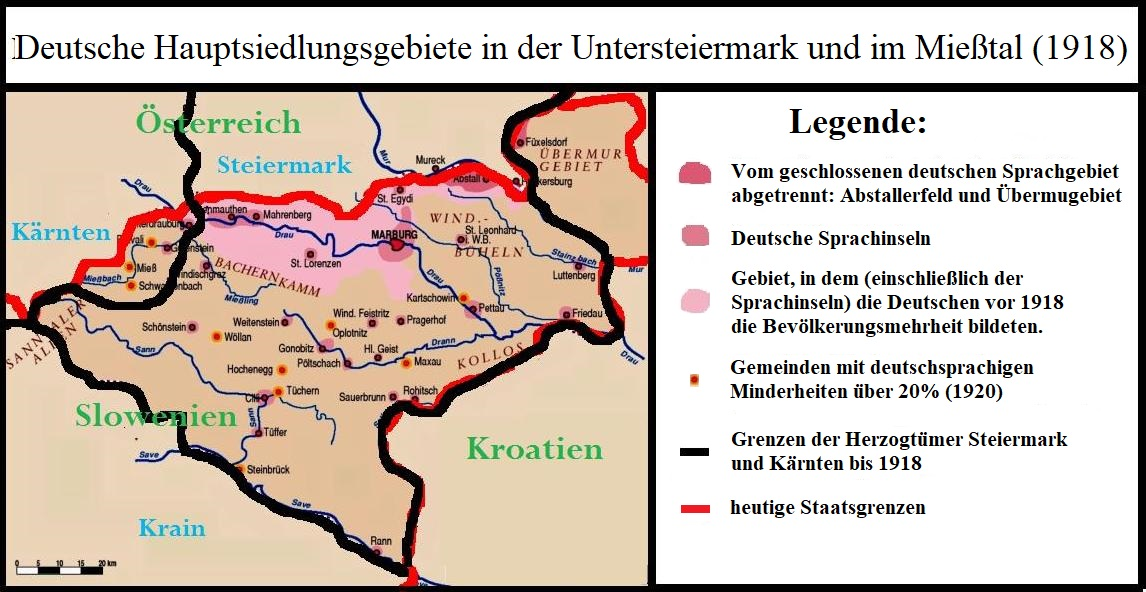

In der Untersteiermark lebten 1910 bei der letzten Volkszählung der Monarchie etwa 15 % deutschsprachige und 85 % slowenischsprachige Steirer, 73.148 Untersteirer gaben Deutsch als ihre Umgangssprache an. Während der deutsche Bevölkerungsanteil vor allem in den Städten wie Marburg (80 % Deutsche), Pettau/Ptuj (86 % Deutsche) und Cilli (67 % Deutsche), St. Leonhard in Windischbüheln/Lenart, Luttenberg/Ljutomer, Friedau/Ormož, Windisch-Feistritz/Slovenska Bistrica und Windischgraz/Slovenj Gradec angesiedelt war, lebten die Slowenen hauptsächlich auf dem Land. Eine deutsche Bevölkerungsmehrheit gab es in einem Gebietsstreifen im Norden. Er reichte über das Drautal bis zum Kamm der Windischen Bühel. Ebenso das Abstaller Feld und die Sprachinsel, die Marburg mit einigen umgebenden Dörfern bildete. Trotzdem stellte die deutsche Minderheit vor dem Ersten Weltkrieg die Führungsschicht in Wirtschaft und Politik. (Die obige Karte über die „deutschen Hauptsiedlungsgebiete“ in Slowenien stammt aus der Zeit nach dem Ersten Weltkrieg. Nach dem in der Österreichisch-Ungarischen Monarchie üblichen Sprachgebrauch bezeichnete man die deutschsprachigen Einwohner der Donaumonarchie als Deutsche).
Am Ende des Ersten Weltkriegs, im November 1918, brachte der slowenische Major der österreichisch-ungarischen Armee und spätere jugoslawische General Rudolf Maister mit 4.000 slowenischen Freiwilligen die mehrheitlich slowenisch besiedelte Untersteiermark wie auch das überwiegend deutsche Marburg unter seine Kontrolle. Die Landesversammlung des Herzogtums Steiermark nahm am 6. November 1918, bereits ohne die slowenischen Abgeordneten aus der Untersteiermark, zur Kenntnis, dass der andere im bisherigen Kronland mitseßhafte Volksstamm nunmehr außerhalb der deutschösterreichischen Steiermark leben wolle.
Als sich am 27. Jänner 1919 mehr als 10.000 pro-österreichische Untersteirer aus Anlass bevorstehender Verhandlungen einer US-amerikanischen Delegation unter Oberstleutnant Sherman Miles mit General Maister über die zukünftige Grenze auf dem Marburger Hauptplatz versammelten, eröffneten slowenische Soldaten das Feuer. Der Marburger Blutsonntag forderte 13 Tote und 60 Verwundete.

Auf dieser historischen Landkarte um 1800 werden die Umgebung von Graz, West- und Oststeiermark als „nördlicher Teil der Untersteiermark“ bezeichnet; dies entspricht nicht dem um 1900 aktuellen Begriff.

Auf Grund des Vertrags von St. Germain wurde die Untersteiermark 1919 definitiv in das neu gegründete Königreich der Serben, Kroaten und Slowenen, das spätere Jugoslawien, eingegliedert. Die deutschsprachigen Beamten wurden entlassen und die deutschsprachigen Schulen auf slowenische Unterrichtssprache umgestellt. Diese Maßnahmen wurde von jugoslawischer Seite als eine Antwort auf die zwangsweise Germanisierung der Slowenen in den bei Österreich verbliebenen Gebieten Kärntens dargestellt. Tausende Untersteirer verließen nach 1918 das Land, teils freiwillig, teils durch indirekte Maßnahmen gezwungen oder politisch abgeschoben.
Alle deutschsprachigen Schulen und Vereine wurden zwangsaufgelöst bzw. beschlagnahmt. Bei der Volkszählung im Jahre 1921 war der Anteil der deutschsprachigen Untersteirer auf 22.531 gesunken und 1931 gaben nur noch 12.410 Personen Deutsch als ihre Muttersprache an. Bei den Ergebnissen der Volkszählungen muss man berücksichtigen, dass sie auf den Angaben der Bevölkerung beruhen, wodurch die jeweils beherrschende Volksgruppe automatisch immer mehr Nennungen bekam.
Mit dem Angriff des Dritten Reiches auf Jugoslawien am 6. April 1941 wurde die Region von der Wehrmacht besetzt und bis 1945 als CdZ-Gebiet Untersteiermark verwaltet. Die Nationalsozialisten betrieben eine Politik der systematischen Germanisierung. Bei einer Ansprache in Marburg an der Drau nach der Einnahme der Stadt befahl Adolf Hitler seinen Offizieren: „Machen Sie mir dieses Land wieder deutsch!“ Verwaltungsposten ebenso wie Lehrerstellen wurden entweder mit Beamten aus dem Deutschen Reich oder Angehörigen der örtlichen deutschen Minderheit (Volksdeutschen) besetzt. Der Unterricht an den Schulen fand nur noch in deutscher Sprache statt. Slowenen wurden für den Dienst in der Wehrmacht zwangsrekrutiert und an die Ostfront geschickt, wo viele umkamen. Eine große Anzahl entzog sich dadurch, dass sie sich den Tito-Partisanen anschloss.
Für die Ansiedlung von etwa 11.200 deutschen Gottscheern, die die von Italien annektierte Unterkrain verließen, wurden etwa 36.100 Slowenen aus den Gebieten von Gurkfeld/Krško, Rann/Brežice, Lichtenwald/Sevnica und Ratschach/Radeče zwangsausgesiedelt und in Lager der Volksdeutschen Mittelstelle (VoMi) im Deutschen Reich deportiert.
Auf Grund der AVNOJ-Beschlüsse vom 21. November 1944 wurden die Angehörigen der deutschsprachigen Minderheit nach der Niederlage der Wehrmacht 1945 von den jugoslawischen Behörden entschädigungslos enteignet (bewegliches und unbewegliches Vermögen) und nach Entzug ihrer staatsbürgerlichen Rechte auch vertrieben. Viele als Volksdeutsche deklarierte Personen kamen in Internierungslagern um.
Ab 1945 war die Untersteiermark wieder Teil Jugoslawiens und gehört nunmehr zu Slowenien, das 1991 unabhängig wurde. Die deutschsprachige Volksgruppe ist auf kleine Reste zusammengeschrumpft und wird von Slowenien nicht als Minderheit anerkannt.

## Die Untersteiermark im historischen Herzogtum Steiermark

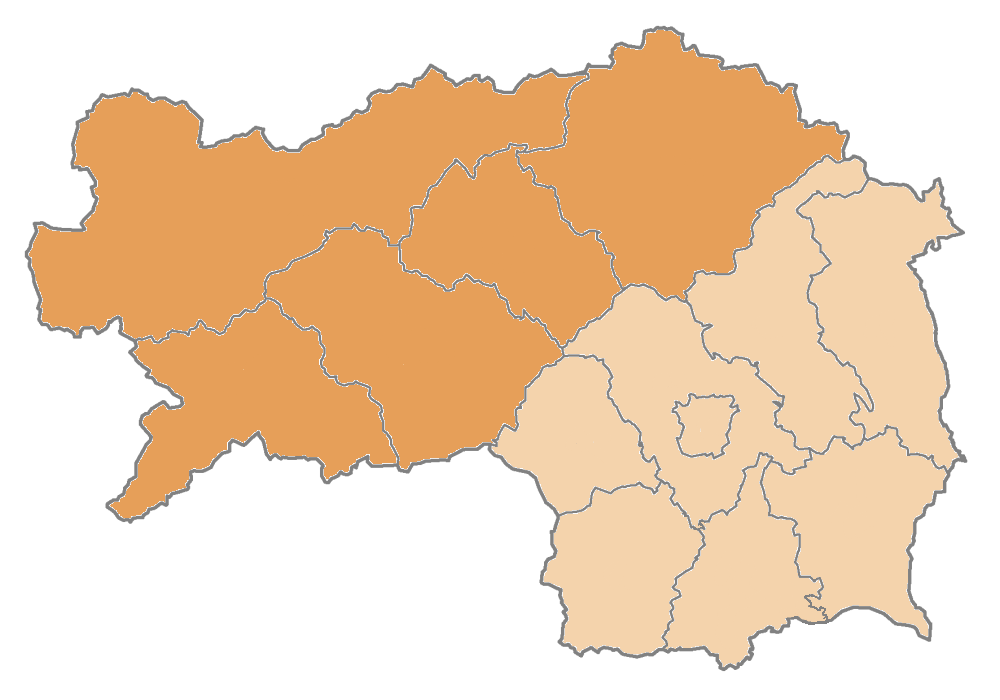
Obersteiermark
Mittelsteiermark

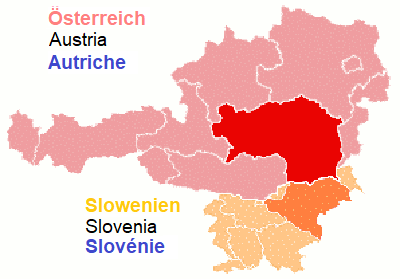
Die historische Steiermark umfasste Gebiete in den heutigen Staaten Slowenien und Österreich.

Gliederung des Herzogtums Steiermark in Österreich-Ungarn
1. Obersteiermark (slowenisch Zgornja Štajerska)
Die Grenze zwischen Ober- und Mittelsteiermark bildet das Steirische Randgebirge (Stubalpe, Gleinalpe, Hochalpe und Fischbacher Alpen).
2. Mittelsteiermark (slowenisch Srednja Štajerska)
2a. Weststeiermark (westlich der Mur, früher auch Westmittelsteiermark)
2b. Oststeiermark (östlich der Mur, früher auch Ostmittelsteiermark)
Weiters werden die Südteile der West- und Oststeiermark heute als Südsteiermark bezeichnet. Diese ist nach Norden hin ungefähr durch die Linie Deutschlandsberg – Wildon – Bad Gleichenberg von der übrigen Mittelsteiermark abgegrenzt.
Die Grenze zwischen Mittel- und Untersteiermark bilden Poßruck, der nördlichste Teil der Windischen Bühel und die Mur.
3. Untersteiermark (slowenisch Spodnja Štajerska)